# Gunilla Hansson (konstnär)
Gunilla Hansson, född 1961 i Kungshamn, är en svensk konstnär.
Hansson är utbildad i Göteborg vid KV-konstskola 1985-1986, Hovedskous målarskola 1987-1988 och Konsthögskolan Valand 1988-1993. 
Hon är bland annat representerad på Nordiska Akvarellmuseet i Skärhamn där hon också har gjort ett permanent textverk längs museets brygga.
I sitt konstnärskap använder hon sig av olika material och tekniker och undersöker platsens betydelse samt hav och vatten ur olika perspektiv. I störst utsträckning arbetar hon med egna utställningar, offentliga arbeten och pedagogisk verksamhet. Hon har bland annat ställt ut på Galleri Konstepidemin och är också medlem i konstnärsgruppen TOMBOLA. På Bild- och interventionscentrum vid Sahlgrenska Universitetssjukhuset, som invigdes 2017, var hon en av konstnärerna som bidrog med konstnärlig gestaltning.